# Carl Bengtström
Carl Bengtström (13 gennaio 2000) è un ostacolista e velocista svedese; ha vinto la medaglia di bronzo ai mondiali indoor 2022, agli europei indoor 2023 ed agli europei 2024.

## Record nazionali
Seniores
- 400 metri piani indoor: 45"33 ( Belgrado, 19 marzo 2022)

## Palmarès
| Anno | Manifestazione  | Sede     | Evento            | Risultato  | Prestazione | Note                                     |
| ---- | --------------- | -------- | ----------------- | ---------- | ----------- | ---------------------------------------- |
| 2016 | Europei U18     | Tbilisi  | 400 m piani       | Batteria   | 49"22       |                                          |
| 2016 | Europei U18     | Tbilisi  | Staffetta svedese | 7º         | 1'56"29     |                                          |
| 2017 | Europei U20     | Grosseto | 400 m piani       | Semifinale | 48"08       | [ 1 ]                                    |
| 2018 | Mondiali U20    | Tampere  | 400 m hs          | Semifinale | 51"55       | [ 2 ]                                    |
| 2018 | Europei         | Berlino  | 4x400 m           | Batteria   | dq          |                                          |
| 2019 | Europei indoor  | Glasgow  | 400 m piani       | Batteria   | 49"50       |                                          |
| 2019 | Europei U20     | Borås    | 400 m hs          | Oro        | 50"32       | Miglior prestazione personale stagionale |
| 2021 | Europei indoor  | Toruń    | 400 m piani       | 4º         | 46"42       |                                          |
| 2021 | Europei U23     | Tallinn  | 400 m hs          | Batteria   | dns         |                                          |
| 2021 | Europei U23     | Tallinn  | 4x400 m           | Batteria   | 3'10"25     |                                          |
| 2022 | Mondiali indoor | Belgrado | 400 m piani       | Bronzo     | 45"33       | Record nazionale                         |
| 2022 | Mondiali        | Eugene   | 400 m hs          | Semifinale | 48"75       |                                          |
| 2022 | Europei         | Monaco   | 400 m hs          | Semifinale | 49"52       |                                          |
| 2023 | Europei indoor  | Turchia  | 400 m piani       | Bronzo     | 45"77       | [ 3 ]                                    |
| 2023 | Mondiali        | Budapest | 400 m piani       | Batteria   | dq          |                                          |
| 2024 | Europei         | Roma     | 400 m hs          | Bronzo     | 47"94       | Record nazionale                         |
| 2024 | Giochi olimpici | Parigi   | 400 m hs          | Semifinale | 49"56       |                                          |

## Campionati nazionali
- 4 volte campione nazionale svedese dei 400 m indoor (2018, 2019, 2021, 2023)
- 2 volte campione nazionale svedese dei 400 m hs (2019, 2021)
- 2 volte campione nazionale svedese dei 200 m indoor (2020, 2022)
- 1 volta campione nazionale svedese dei 400 m (2022)

2017
- 6º ai campionati svedesi (Helsingborg), 200 m - 21"40

2018
- Oro ai campionati svedesi indoor (Gävle), 400 m - 47"59
- Argento ai campionati svedesi (Eskilstuna), 400 m - 47"27

2019
- Oro ai campionati svedesi indoor (Norrköping), 400 m - 47"96
- Oro ai campionati svedesi (Karlstad), 400 m hs - 50"38

2020
- Oro ai campionati svedesi indoor (Växjö), 200 m - 21"26
- Argento ai campionati svedesi (Uppsala), 400 m hs - 50"42

2021
- Oro ai campionati svedesi indoor (Malmö), 400 m - 46"59
- Oro ai campionati svedesi (Borås), 400 m hs - 49"52

2022
- Oro ai campionati svedesi indoor (Växjö), 200 m - 20"98
- Oro ai campionati svedesi (Norrköping), 400 m - 46"06

2023
- Oro ai campionati svedesi indoor (Malmö), 400 m - 46"26

## Altre competizioni internazionali
2019
- 7° al Bauhaus-Galan ( Stoccolma), 400 m hs - 51"35
- DNS ai Campionati europei a squadre - Super League ( Bydgoszcz), 400 m hs - DNS

2021
- 4º ai Campionati europei a squadre - First League ( Cluj-Napoca), 400 m hs - 50"11

2022
- 4º al Birmingham Indoor Grand Prix ( Birmingham), 400 m - 46"18
- 4º al Prefontaine Classic ( Eugene), 400 m hs - 48"52
- 4º al Bislett Games ( Oslo), 400 m hs - 49"31
- 5º al Bauhaus-Galan ( Stoccolma), 400 m hs - 48"97

2023
- Oro al ORLEN Copernicus Cup ( Toruń), 400 m - 46"15

2025
- Bronzo alla Shanghai Diamond League ( Shaoxing), 400 m hs - 48"72